# Історія твого життя (повість)
«Історія твого життя» (англ. Story of Your Life) — науково-фантастична повість американського письменника Теда Чана, вперше опублікована в збірці «Зоряне сяйво 2» (англ. "Starlight 2") в 1998 році, і в 2002 році в колекції оповідань Чана «Історії твого життя та інші». Основні теми розглянуті в творі це мова і детермінізм.
Праця виграла премію «Неб'юла» за найкращу повість в 2000 році, а також премію імені Теодора Стерджона в 1999 році, і була номінована на премію «Г'юґо» в тому самому році.
За мотивами повісті в 2016 році було знято фільм «Прибуття» режисера Дені Вільньова. Фільм отримав вісім номінацій на «Оскар», і виграв премію «Оскар» за найкращий звуковий монтаж. Фільм також здобув премію Рея Бредбері і премію «Г'юґо» за найкращу драматичну постановку.

## Сюжет
Оповідь ведеться мовознавцем доктором Луїз Бенкс в день зачаття її дочки. Розповідь чергується між спогадами минулого: прибуття інопланетян і розшифровка їхньої мови; та згадками майбутнього: як виростатиме її ще ненароджена дочка і її передчасна смерть.
Інопланетяни прибули на 12 кораблях до орбіти Землі. Пристрої, схожі на великі напів-круглі дзеркала, з'явилися на поверхні землі. Ці пристрої були аудіовізуальним зв'язком з інопланетянами на орбіті, яких назвали гептаподами, через те що вони мали сім кінцівок і були радіально симетричними на вигляд. Луїз і фізик Гарі Доннелі були завербовані американськими військовими для спілкування з прибульцями, і були призначені до одного з дев'яти дзеркал у США. Вони встановили зв'язок з двома гептаподами яких вони назвали Флапер і Распбері. Асоціюючи об'єкти і жести з звуками які відтворювали прибульці, Луїз встановила що їхня мова має вільний порядок слів і багато рівнів центровбудовування речень. Вона відкрила що їхнє письмо, яке є з'єднаними семаграмами на двовимірній поверхні без якогось лінійного порядку, також є семасіографічним — без відношення до мови. Луїз зробила висновок, що так як їхня усна і письмова мова непов'язані, гептаподи мають дві мови, які вона назвала «Гептапод А» (розмовна мова) і «Гептапод Б» (письмова мова).
Поки мовознавці розшифровували мову, фізики пробували встановити термінологію гептаподів для фізики. Прогресу не вдавалось досягти поки гептаподам не показали презентацію принципу Ферма. Гарі пояснив принцип Луїзі показавши приклад заломлення світла, і пояснивши що світло завжди піде по найшвидшому шляху. Луїз міркувала що промінь світла має знати де він закінчиться перед початком руху. На той час вона вже знала що гептаподи не пишуть речення семаграма за семаграмою, а малюють усі ідеограми одночасно, що натякало що вони знали усе речення наперед. Луїз зрозуміла що гептаподи бачать усі події одночасно (телеологія), а не послідовно як люди (причинність). Це відбивалось в їхній мові, і пояснювало чому принцип Ферма для них був легко зрозумілий.
Скоро Луїз стала доволі вправна в мові «Гептапод Б», і виявила, що пишучи нею, її думки не були чітко спрямованими, а передумови і висновки були взаємозамінні. Невдовзі Луїз почала думати цією мовою, і почала бачити час з точки зору гептаподів. Луїз мигцем побачила своє майбутнє і свою дочку, яку вона ще не мала. Це підняло питання про природу свободи волі: знання майбутнього означає відсутність свободи волі. Але Луїз розмірковує що можливо знання майбутнього змінює людину, що це викликає відчуття невідкладності, відчуття обов'язку діяти саме так, як уже відомо.
Одного дня, після одного з обмінів інформацією (названу «подарунками») з гептаподами, прибульці заявили що вони покидають Землю. Вони виключили дзеркала і їхні кораблі зникли. Ніхто не знав чого вони покинули, чи прибули на Землю в першу чергу. Мови гептаподів змінили життя Луїз, і знаючи майбутнє вона ніколи не діяла всупереч йому. Гарі і Луїз починають проводити час разом, і коли він питає її чи вона хоче дитину, Луїз знає якою буде відповідь, знаючи що її дочка помре молодою.

## Передумови написання
В записках після твору в збірнику «Історії твого життя та інші», Чан написав що натхнення на цю роботу прийшло від його захоплення варіаційним принципом в фізиці. Коли він побачив виступ американського актора Пола Лінка в п'єсі «Час пролітає коли ти живий» (англ. Time Flies When You’re Alive), про боротьбу його жінки з раком грудей, Чан зрозумів він може використати цей принцип щоб показати як хтось змирюється з невідворотним. Щодо теми історії, Чан зазначив що Курт Воннеґут підсумував її в своєму вступі до 25-ї річної редакції його роману «Бойня номер п'ять»:
|  | Стівен Гокінг ... бачив неможливість згадати майбутнє як танталові муки. Але для мене тепер згадування майбутнього це дитяча гра. Я знаю що станеться з моїми безпомічними, довірливими дітьми тому що вони вже дорослі. Я знаю що станеться з моїми найближчими друзями, тому що багато хто з них у відставці або мертві ... До Стівена Гокінга і усіх інших молодших за мене я кажу: „Будьте терплячі. Ваше майбутнє прийде до вас і ляже біля ваших ніг як собака яка знає і любить вас не зважаючи ким ви є.“ Оригінальний текст (англ.) Stephen Hawking ... found it tantalizing that we could not remember the future. But remembering the future is child's play for me now. I know what will become of my helpless, trusting babies because they are grown-ups now. I know how my closest friends will end up because so many of them are retired or dead now ... To Stephen Hawking and all others younger than myself I say, "Be patient. Your future will come to you and lie down at your feet like a dog who knows and likes you no matter what you are." |

В інтерв'ю 2010 року Чан сказав що «Історія твого життя» адресує тему свободи волі. Філософські дискусії про те чи маємо ми свободу волі дуже абстрактні, але знання майбутнього робить питання реальним. Чан додав: «Якщо ти знаєш що станеться, чи можеш ти це зупинити? Навіть якщо розповідь каже що не можеш, емоційний вплив виникає від відчуття що ти мав би могти.»

## Сприйняття
В журналі «4=The New York Review of Books» американський автор Джеймс Ґлік зазначив що «Історія твого життя» ставить питання: чи знання свого майбутнього було б подарунком чи прокляттям, і чи свобода волі це просто ілюзія? Ґлік написав «Для нас звичайних смертних, денний досвід визначеного наперед майбутнього майже неуявний, але Чан якраз робить це у своїй історії, він „уявляє це“». В огляді збірки «Історії твого життя та інші» в газеті «Гардіан», англійський автор фентезі Чайна М'євіль описав повість як «ніжну» з «дивовижно вражаючою кульмінацією», що він назвав несподіваним зважаючи що це досягнуто використовуючи науку.
Ана Ґріло в журналі «Kirkus Reviews» назвала твір «провокуючою думки, красивою історією». Також вона зазначила що на відміну від звичних повістей про прибульців, «Історія твого життя» це подих свіжого повітря чия ціль «це не тільки навчитись спілкуватись, але як навчитись спілкуватись ефективно» В огляді в «Emertainment Monthly» Саманта Шрауб відзначила що дві сюжетні лінії повісті (згадки Луїз про розгадування мови гептаподів, і розповідь своїй ще ненародженій доньці що з нею станеться) створюють «неясність і атмосферу загадки, що змушує читача ставити під сумнів події що розгортаються». Шрауб назвала твір «вартої нагороди науково фантастичною повістю що відгукнеться до читачів, і залише їх розмірковуючи як би вони жили, чи навіть змінили, теперішнє, якби вони знали майбутнє.»

## Нагороди
| Нагорода                                   | Рік  | Результат    |
| ------------------------------------------ | ---- | ------------ |
| Премія «Неб'юла» за найкращу повість       | 2000 | Перемога     |
| Меморіальна премія імені Теодора Стерджона | 1999 | Перемога     |
| Премія «Г'юґо» за найкращу повість         | 1999 | Номінація    |
| Премія «Локус» за найкращу повість         | 1999 | 10-е місце   |
| Премія Джеймса Тіптрі-молодшого            | 1998 | У шорт-листі |